# NHK熊本放送局
NHK熊本放送局（日语：NHK熊本放送局），又译NHK熊本广播电视台，是日本放送協會位於熊本縣熊本市、負責主管熊本县當地事務的地方广播电视台（放送局）。

## 频道频率一览

### 电视频道
- NHK综合频道（呼号JOGK-DTV）
- NHK教育频道（呼号JOGB-DTV）

### 广播频率
- NHK第一套广播（呼号JOGK）
- NHK第二套广播（呼号JOGB）
- NHK调频广播（呼号JOGK-FM）

## 外部連結
- NHK熊本放送局 （页面存档备份，存于）
- NHK熊本放送局的X（前Twitter）